# Bjursås församling
Bjursås församling är en församling i Falu-Nedansiljans kontrakt i Västerås stift. Församlingen ligger i Falu kommun i Dalarnas län.
Församlingen utgör ett eget pastorat.

## Administrativ historik
Bjursås församling bildades 1583 genom en utbrytning ur Åls församling som kapellförsamling. Församlingen ingick till 1600 i Gagnefs pastorat för att därefter utgöra ett eget pastorat. Genom kunglig resolution överfördes en del av Leksands församling till Bjursås 1792, vilket möjliggjorde bygget av en större församlingskyrka.
Den 1 januari 1990 överfördes ett område med 6 personer till Bjursås församling från Åls församling.

## Kyrkobyggnader
Församlingen har två kyrkor, dels den stora huvudkyrkan i Bjursås, som invigdes 1799, och dels en mindre i Sågmyra, Sågmyra kyrka, som invigdes 1970. I Bjursås finns också ett fristående församlingshem och en församlingsexpedition. I Sågmyra finns det en församlingsgård sammanbyggd med själva kyrkobyggnaden.